# Нечунаєво
Нечуна́єво (рос. Нечунаево) — село у складі Шипуновського району Алтайського краю, Росія. Адміністративний центр Нечунаєвської сільської ради.

## Населення
Населення — 827 осіб (2010; 937 у 2002).
Національний склад (станом на 2002 рік):
- росіяни — 93 %